# Адміністративний устрій Ружинського району
Адміністративний устрій Ружинського району — адміністративно-територіальний поділ Ружинського району Житомирської області на сільську громаду, селищну і 22 сільські ради, які об'єднують 50 населених пунктів та підпорядковані Ружинській районній раді. Адміністративний центр — смт Ружин.

## Сучасний устрій

### Список громад
| № | Назва                          | Центр       | Населені пункти | Площа км² | Місце за площею | Населення (2001), чол. | Місце за населенням |
| - | ------------------------------ | ----------- | --- | --------- | --------------- | ---------------------- | ------------------- |
| 1 | Вчорайшенська сільська громада | с. Вчорайше | с. Бистріївка с. Вчорайше с-ще Звиняче с. Крилівка с. Лісове с. Мала Чернявка с. Малі Низгірці с. Нова Чорнорудка с-ще Першотравневе с. Роставиця с. Чорнорудка с. Шпичинці с. Ярославка |           |                 |                        |                     |

### Список рад
| №  | Назва                         | Центр          | Населені пункти                           | Площа км² | Місце за площею | Населення (2001), чол. | Місце за населенням |
| -- | ----------------------------- | -------------- | ----------------------------------------- | --------- | --------------- | ---------------------- | ------------------- |
| 1  | Ружинська селищна рада        | смт Ружин      | с. Заріччя смт Ружин                      |           |                 |                        |                     |
| 2  | Березянська сільська рада     | с. Березянка   | с. Березянка с. Причепівка с. Чехова      |           |                 |                        |                     |
| 3  | Бистрицька сільська рада      | с. Бистрик     | с. Бистрик                                |           |                 |                        |                     |
| 4  | Білилівська сільська рада     | с. Білилівка   | с. Білилівка с. Йосипівка с. Котелянка    |           |                 |                        |                     |
| 5  | Вербівська сільська рада      | с. Вербівка    | с. Вербівка с. Трубіївка                  |           |                 |                        |                     |
| 6  | Верхівнянська сільська рада   | с. Верхівня    | с. Верхівня с. Мусіївка                   |           |                 |                        |                     |
| 7  | Вишнівська сільська рада      | с. Вишневе     | с. Вишневе                                |           |                 |                        |                     |
| 8  | Вільнопільська сільська рада  | с. Вільнопілля | с. Вільнопілля                            |           |                 |                        |                     |
| 9  | Голубівська сільська рада     | с. Голубівка   | с. Голубівка с. Черемуха                  |           |                 |                        |                     |
| 10 | Городоцька сільська рада      | с. Городок     | с. Городок                                |           |                 |                        |                     |
| 11 | Дерганівська сільська рада    | с. Дерганівка  | с. Дерганівка с. Кордонівка с. Мар'янівка |           |                 |                        |                     |
| 12 | Зарудинецька сільська рада    | с. Зарудинці   | с-ще Городоцьке с. Зарудинці              |           |                 |                        |                     |
| 13 | Зорянська сільська рада       | с. Зоряне      | с. Зоряне                                 |           |                 |                        |                     |
| 14 | Карабчиївська сільська рада   | с. Карабчиїв   | с. Карабчиїв                              |           |                 |                        |                     |
| 15 | Княжиківська сільська рада    | с. Княжики     | с. Княжики с. Сахни                       |           |                 |                        |                     |
| 16 | Мовчанівська сільська рада    | с. Мовчанівка  | с. Мовчанівка с-ще Мовчанівське           |           |                 |                        |                     |
| 17 | Немиринецька сільська рада    | с. Немиринці   | с. Зелене с. Немиринці                    |           |                 |                        |                     |
| 18 | Огіївська сільська рада       | с. Огіївка     | с. Огіївка                                |           |                 |                        |                     |
| 19 | Плосківська сільська рада     | с. Плоска      | с. Плоска                                 |           |                 |                        |                     |
| 20 | Прибережненська сільська рада | с. Прибережне  | с. Прибережне                             |           |                 |                        |                     |
| 21 | Рогачівська сільська рада     | с. Рогачі      | с. Рогачі                                 |           |                 |                        |                     |
| 22 | Топорівська сільська рада     | с. Топори      | с. Топори                                 |           |                 |                        |                     |
| 23 | Ягнятинська сільська рада     | с. Ягнятин     | с. Ягнятин                                |           |                 |                        |                     |

## Список рад до початку реформи (2015 року)
| №  | Назва                          | Центр              | Населені пункти                           | Площа км² | Місце за площею | Населення (2001), чол. | Місце за населенням |
| -- | ------------------------------ | ------------------ | ----------------------------------------- | --------- | --------------- | ---------------------- | ------------------- |
| 1  | Ружинська селищна рада         | смт Ружин          | смт Ружин с. Заріччя                      |           |                 |                        |                     |
| 2  | Березянська сільська рада      | с. Березянка       | с. Березянка с. Причепівка с. Чехова      |           |                 |                        |                     |
| 3  | Бистрицька сільська рада       | с. Бистрик         | с. Бистрик                                |           |                 |                        |                     |
| 4  | Бистріївська сільська рада     | с. Бистріївка      | с. Бистріївка                             |           |                 |                        |                     |
| 5  | Білилівська сільська рада      | с. Білилівка       | с. Білилівка с. Йосипівка с. Котелянка    |           |                 |                        |                     |
| 6  | Вербівська сільська рада       | с. Вербівка        | с. Вербівка с. Трубіївка                  |           |                 |                        |                     |
| 7  | Верхівнянська сільська рада    | с. Верхівня        | с. Верхівня с. Мусіївка                   |           |                 |                        |                     |
| 8  | Вишнівська сільська рада       | с. Вишневе         | с. Вишневе                                |           |                 |                        |                     |
| 9  | Вільнопільська сільська рада   | с. Вільнопілля     | с. Вільнопілля                            |           |                 |                        |                     |
| 10 | Вчорайшенська сільська рада    | с. Вчорайше        | с. Вчорайше с. Лісове                     |           |                 |                        |                     |
| 11 | Голубівська сільська рада      | с. Голубівка       | с. Голубівка с. Черемуха                  |           |                 |                        |                     |
| 12 | Городоцька сільська рада       | с. Городок         | с. Городок                                |           |                 |                        |                     |
| 13 | Дерганівська сільська рада     | с. Дерганівка      | с. Дерганівка с. Кордонівка с. Мар'янівка |           |                 |                        |                     |
| 14 | Зарудинецька сільська рада     | с. Зарудинці       | с. Зарудинці с-ще Городоцьке              |           |                 |                        |                     |
| 15 | Зорянська сільська рада        | с. Зоряне          | с. Зоряне                                 |           |                 |                        |                     |
| 16 | Карабчиївська сільська рада    | с. Карабчиїв       | с. Карабчиїв                              |           |                 |                        |                     |
| 17 | Княжиківська сільська рада     | с. Княжики         | с. Княжики с. Сахни                       |           |                 |                        |                     |
| 18 | Крилівська сільська рада       | с. Крилівка        | с. Крилівка с. Ярославка                  |           |                 |                        |                     |
| 19 | Малонизгорецька сільська рада  | с. Малі Низгірці   | с. Малі Низгірці                          |           |                 |                        |                     |
| 20 | Малочернявська сільська рада   | с. Мала Чернявка   | с. Мала Чернявка с-ще Першотравневе       |           |                 |                        |                     |
| 21 | Мовчанівська сільська рада     | с. Мовчанівка      | с. Мовчанівка с-ще Мовчанівське           |           |                 |                        |                     |
| 22 | Немиринецька сільська рада     | с. Немиринці       | с. Немиринці с. Зелене                    |           |                 |                        |                     |
| 23 | Новочорнорудська сільська рада | с. Нова Чорнорудка | с. Нова Чорнорудка с-ще Звиняче           |           |                 |                        |                     |
| 24 | Огіївська сільська рада        | с. Огіївка         | с. Огіївка                                |           |                 |                        |                     |
| 25 | Плосківська сільська рада      | с. Плоска          | с. Плоска                                 |           |                 |                        |                     |
| 26 | Прибережненська сільська рада  | с. Прибережне      | с. Прибережне                             |           |                 |                        |                     |
| 27 | Рогачівська сільська рада      | с. Рогачі          | с. Рогачі                                 |           |                 |                        |                     |
| 28 | Роставицька сільська рада      | с. Роставиця       | с. Роставиця                              |           |                 |                        |                     |
| 29 | Топорівська сільська рада      | с. Топори          | с. Топори                                 |           |                 |                        |                     |
| 30 | Чорнорудська сільська рада     | с. Чорнорудка      | с. Чорнорудка                             |           |                 |                        |                     |
| 31 | Шпичинецька сільська рада      | с. Шпичинці        | с. Шпичинці                               |           |                 |                        |                     |
| 32 | Ягнятинська сільська рада      | с. Ягнятин         | с. Ягнятин                                |           |                 |                        |                     |

* Примітки: смт — селище міського типу, с. — село, с-ще — селище

## Історія
Утворений 7 березня 1923 року в складі Бердичівської округи Київської губернії з 14 сільських рад Ружинської та Верхівнянської волостей Бердичівського повіту.
27 березня 1925 року Кривошиїнецьку сільську раду було передано до складу Сквирського району. 17 червня 1925 року до складу району включено Білилівську, Голубівську, Городоцьку, Дерганівську, Зарудинецьку, Княжиківську, Кордонівську, Немиринецьку, Огіївську сільські ради розформованого Білилівського району, Березянську, Ревухську, Рогачівську, Топорівську, Чехівську сільські ради Погребищенського району. До складу Вчорайшенського району передано Бистрицьку та Мусіївську сільські ради.
5 лютого 1931 року до складу району передано Бистріївську, Бровківську Першу, Бровківську Другу, Василівську, Велико-Чернявську, Верхівнянську, Вчорайшенську Першу, Вчорайшенську Другу, Каменівську, Крилівську, Лебединецьку, Макарівську, Мало-Низгурецьку, Мало-П'ятигірську, Мало-Чернявську, Мусіївську, Халаїмгородоцьку, Чорнорудську, Шпичинецьку, Ярешківську, Ярославську сільські ради ліквідованого Вчорайшенського району. 31 грудня 1932 року Василівську сільську раду передано до складу Попільнянського району. 8 травня 1934 року Лебединцівську сільську раду включено до складу Андрушівського району. 17 лютого 1935 року повернуто до складу відновленого Вчорайшенського району сільські ради, передані 5 лютого 1931 року.
В 1941-43 роках територія району входила до складу гебітскомісаріату Ружин Генеральної округи Житомир. Було утворено Мар'янівську та Черемушську сільські управи.
11 серпня 1954 року ліквідовано Баламутівську, Йосипівську, Кордонівську, Плосківську, Пустоську, Ревуську, Ружинську Другу, Сахнівську, Царівську та Чехівську сільські ради, 5 березня 1959 року — Трубіївську сільську раду. 28 листопада 1957 року включено 11 сільських рад розформованого Вчорайшенського району. 24 січня 1958 року приєднано Бровківську сільську раду Попільнянського району. 20 березня 1959 року Бровківську сільську раду передано до Андрушівського району, Макарівську — до Попільнянського. 11 січня 1960 року ліквідовано Малочернявську сільську раду.
19 квітня 1965 року відновлено Дерганівську сільську раду, 10 березня 1966 року — Бистріївську та Малочернявську, 26 червня 1992 року — Плосківську, 3 березня 1995 року — Малонизгорецьку та Прибережненську, 29 листопада 2001 року — Зорянську сільські ради.
До початку адміністративно-територіальної реформи в Україні (станом на початок 2015 року) до складу району входили селищна та 31 сільська ради.
31 липня 2018 року в складі району було утворено Вчорайшенську сільську територіальну громаду, до складу котрої увійшли та припинили існування Бистріївська, Вчорайшенська, Крилівська, Малонизгорецька, Малочернявська, Новочорнорудська, Роставицька, Чорнорудська та Шпичинецька сільські ради Ружинського району.
На час ліквідації району, відповідно до Постанови Верховної Ради України від 17 липня 2020 року, до його складу входили сільська об'єднана територіальна громада, селищна та 22 сільські ради.